# Санкосик, Арун
Арун Санкосик (тайск. อรุณ แสนโกสิก; 8 мая 1925, Сена, Аюттхая — не позднее 2007) — таиландский легкоатлет, выступавший в беге на короткие и средние дистанции; регбист, тренер по регби. Участник летних Олимпийских игр 1952 года.

## Биография
Арун Санкосик родился 8 мая 1925 года в районе Сена сиамской провинции Аюттхая (сейчас в Таиланде). 
В 1952 году вошёл в состав сборной Таиланда на летних Олимпийских играх в Хельсинки. В беге на 100 метров занял в забеге 1/8 финала последнее, 6-е место, показав результат 11,76 секунды и уступив 0,76 секунды попавшему в четвертьфинал со 2-го места Хансу Верли из Швейцарии. В беге на 200 метров занял в забеге 1/8 финала последнее, 4-е место с результатом 23,64, уступив 0,98 секунды попавшему в четвертьфинал со 2-го места Бобу Хатчисону из Канады. В эстафете 4х100 метров сборная Таиланда, за которую также выступали Бунгтём Пхакпхуанг, Адун Ваннасатхит и Понгуммарт Уммарттаякул, заняла в полуфинале последнее, 6-е место в результатом 44,81, уступив 2,67 секунды попавшей в финал с 3-го места команде Кубы. Также был заявлен в эстафете 4х400 метров, но не вышел на старт.
Был более известен как регбист. Провёл несколько матчей за сборную Таиланда по регби, в 1954 году стал её первым тренером. Входил в правление Таиландского регбийного союза.
Также занимался футболом.
Работал преподавателем в колледже Ваджиравуд в Бангкоке, воспитателем в школе Читралада. Был главным тренером школьной команды по регби до выхода на пенсию в 1986 году.
Умер не позднее 2007 года.